# ستودن تو (ترانه هری استایلز)
«ستودن تو» تک‌آهنگی از هنرمند اهل بریتانیا هری استایلز است. این تک‌آهنگ در آلبوم خط باریک قرار داشت و توسط کلمبیا رکوردز منتر شد.این آهنگ راجع به معشوق و عشق هری استایلز لویی تاملینسون است.لویی تاملینسون و هری استایلز در ۲۸ سپتامبر ۲۰۱۳ با هم ازدواج کردند.آن ها یک بار در اتوبوس،عمل پر برکت "تایتانیک"را اجرا کردند.مشاهده شده است که لویی تاپ می باشد.